# ای سی گرین
ای سی گرین (انگلیسی: A.C. Green؛ زادهٔ ۴ اکتبر ۱۹۶۳) بازیکن بسکتبال اهل ایالات متحده آمریکا است.
از فیلم‌ها یا برنامه‌های تلویزیونی که وی در آن نقش داشته‌است می‌توان به هرج و مرج فضایی اشاره کرد.
از باشگاه‌هایی که در آن بازی کرده‌است می‌توان به میامی هیت، دالاس ماوریکس، فینیکس سانز، و لس آنجلس لیکرز اشاره کرد.